# North District (Hongkong)
Der North District (chinesisch 北區 / 北区, Pinyin Běi Qū, Jyutping Bak1 Keoi1 – „Nordbezirk“) ist ein Verwaltungsgebiet in den New Territories von Hongkong. Auf einer Fläche von 136,5 km² leben knapp 300.000 Einwohner.
In der Ortschaft Fanling, auch: Fan Ling (粉嶺)  a, liegt die Bergdorfgemeinschaft Fünf Wai und Sechs Tsuen.
Anmerkung